# Sławomir Jezierski
Sławomir Jezierski (ur. 26 grudnia 1963) – polski grafik, autor komiksów, ilustrator.
Zdobywca Grand Prix Międzynarodowego Festiwalu Komiksu i Gier w Łodzi w roku 1996 za komiks O skarbie, co obcym się nie dał. Twórca komiksów: Olbrzymy na wyspie (do scenariusza Mirosława Stecewicza), Kic Przystojniak (do scenariusza Radosława Kleczyńskiego), Zbyt długa jesień (do scenariusza Jerzego Szyłaka), Alicja w krainie czarów (do scenariusza Jerzego Szyłaka). Publikował m.in. w Komiksie – Fantastyce, Fanie, Super Boom!, AQQ, Playboyu.